# 광주동초등학교 충효분교
광주동초등학교 충효분교는 대한민국 광주광역시 북구에 있는 공립 초등학교이다.

## 학교 연혁
- 1946년 4월 6일 청풍국민학교 금곡분교 개교
- 1954년 5월 1일 청풍북국민학교 승격
- 1958년 4월 6일 광주충효국민학교 개명
- 1996년 3월 1일 광주동초등학교 충효분교장 격하
- 2013년 2월 20일 제60회 졸업 남2명, 여3명 총 5명(총 2,444명 졸업)
- 2013년 3월 1일 6학급 편성(조형배 교감 부임)

## 참고 자료
- 광주동초등학교충효분교장 - 한국교육학술정보원 학교알리미